# La Barre (Haute-Saône)
La Barre je francuska općina u departmanu Haute-Saône u regiji Franche-Comté.

## Uprava
Od ožujka 2001. načelnik je Bernard Pelcy.

## Stanovništvo
| 1962.          | 1968. | 1975. | 1982. | 1990. | 1999. | 2004. |
| -------------- | ----- | ----- | ----- | ----- | ----- | ----- |
| 51             | 62    | 49    | 63    | 51    | 61    | 80    |
| Popis od 1962. |       |       |       |       |       |       |

## Poznate osobe
- Ovdje je rođen fikcionalni lik kapetan Jean-Luc Picard, 13. srpnja 2305. Ovaj lik je časnik Zvjezdane flote u ZF seriji Zvjezdane staze i kapetan broda USS Enterprise.

## Vanjske poveznice
- La Barre na stranicama Nacionalnog zemljopisnog instituta  Arhivirana inačica izvorne stranice od 11. ožujka 2007. (Wayback Machine)
- La Barre na stranici Inseea  Arhivirana inačica izvorne stranice od 29. rujna 2007. (Wayback Machine)
- La Barre na Quidu  Arhivirana inačica izvorne stranice od 21. srpnja 2009. (Wayback Machine)
- Općine oko La Barre[neaktivna poveznica]
- La Barre na karti Francuske
- Plan La Barre na Mapquestu

|  | Portal Francuske – Pristup člancima s tematikom o Francuskoj. |